# EnVision
Pour les articles homonymes, voir Envision.
EnVision est une mission spatiale  de l'Agence spatiale européenne qui doit être lancée au début de la décennie 2030 et dont l'objectif est d'étudier la planète Vénus. EnVision est l'un des trois projets présélectionnés en mai 2018 pour la cinquième mission moyenne du programme scientifique Cosmic Vision de l'agence. Elle est finalement sélectionnée le 10 juin 2021, puis adoptée le 25 janvier 2024. 
L'objectif principal de la mission EnVision est de déterminer la nature de l'activité géologique de Vénus, son évolution à une échelle de  temps géologique et ses interactions avec son atmosphère. L'objectif est de comprendre les raisons de la divergence entre l'évolutions de la Terre et celle de Vénus. Pour remplir cet objectif, la sonde doit se placer sur une orbite polaire basse  pour une durée nominale de quatre ans, après une période d'aérofreinage d'une durée comprise entre un et deux ans.
La sonde spatiale d'une masse de 2,5 tonnes dispose d'un radar à synthèse d'ouverture (VenSAR) fourni par la NASA, d'un second radar permettant de sonder les couches superficielles du sol (SRS), et d'une suite de trois spectromètres fonctionnant dans l'infrarouge et dans l'ultraviolet (VenSpec-M, -H, -U). Un oscillateur ultra stable (USO) complète la charge utile scientifique.

## Contexte

### Une planète jumelle de la Terre encore mystérieuse
Vénus est une planète terrestre aux caractéristiques très proches de celles de la Terre : diamètre, distance du Soleil, composition. À l'origine, son atmosphère était sans doute similaire à celle de la Terre, qui permettait une eau à l'état liquide présente en abondance à sa surface, mais les deux planètes ont par la suite évolué de manière divergente. Alors que Vénus se situe dans la zone habitable du système solaire, la température à sa surface dépasse 460 °C (température de fusion du plomb) et la pression atmosphérique de 93 bars est équivalente à celle rencontrée en plongée à 1 000 mètres de profondeur, là où ne s'aventurent que des sous-marins de recherche. Son atmosphère, dépourvue d'eau, est composée principalement de dioxyde de carbone et le diazote.
Bien qu'une vingtaine de missions d'exploration aient déjà étudié Vénus depuis le début de l'ère spatiale, les scientifiques ne disposent toujours pas de données permettant d'expliquer cette divergence d'évolution. En effet, Vénus est difficile à étudier : une couche nuageuse épaisse et sans structure apparente la recouvre entièrement et la survie des sondes envoyées à sa surface est limitée à quelques dizaines de minutes par les conditions qui y règnent.
Vénus est un objectif scientifique essentiel dans le domaine de la planétologie. Avec la Terre, il s'agit de la seule planète du système solaire située dans la zone habitable et elle a donc un rôle central à jouer dans la construction des modèles d'évolution des planètes de ce type. Les conditions qui y règnent résultent de l'emballement d'un effet de serre, dont les mécanismes présentent un intérêt particulier pour la Terre car il pourrait toucher celle-ci du fait des activités humaines. Les exoplanètes découvertes qui sont situées dans la zone habitable sont généralement situées à une distance de leur étoile similaire à celle de Vénus du fait du biais d'observation créé par la méthode de détection. Notre compréhension de Vénus pourrait donc être importante pour interpréter les données recueillies.
De nombreuses questions importantes demeurent en effet sur l'état actuel et passé de Vénus. Vénus a-t-elle eu de l'eau liquide à sa surface ? Comment son atmosphère a-t-elle évolué au fil du temps ? Quels sont les flux thermiques entre la surface et l'atmosphère, quelles ont été les régimes d'activité volcanique et tectonique de Vénus au cours du dernier milliard d'années ? La lithosphère a-t-elle toujours été inactive, ou un régime de tectonique des plaques, peut-être épisodique, a-t-il été présent et dans quelles périodes de son histoire ? Quelle est la composition des tesserae, ces régions sont-elles les plus anciennes roches exposées à la surface de Vénus, dans quelle mesure ces roches sont-elles oxydées et ces surfaces conservent-elles des preuves d'une époque antérieure où l'eau était plus abondante.

### Une planète longtemps délaissée par les agences spatiales
Au cours des deux décennies 2000 et 2010, seules deux missions à coût modéré ont été lancées vers Vénus : les orbiteurs Venus Express (lancé en 2005) de l'Agence spatiale européenne et Akatsuki (2010) de l'agence spatiale japonaise. Cette désaffection se reflète dans la part du budget de l'exploration du système solaire de la NASA alloué à l'étude de Vénus depuis la création de l'agence : celle-ci a dépensé 3,7 milliards US$ (en dollars de 2020) contre 28,5 milliards US$ pour les missions à destination de Mars (le budget total du programme d'exploration du système solaire de la NASA est de 96,6 milliards US$).

## Historique du projet

### Sélection de la mission
Dans le cadre de son programme scientifique Cosmic Vision, l'Agence spatiale européenne lance en mai 2018 un appel à propositions pour sélectionner la cinquième mission de taille moyenne de ce programme (M5), dont le lancement doit intervenir vers 2032. Trois projets parmi les 25 proposés sont sélectionnés début mai 2018,
 : 
- SPICA est un projet de télescope spatial infrarouge proposé en collaboration avec l'agence spatiale japonaise JAXA. L'observatoire comprend un télescope d'un diamètre de 2,5 mètres fonctionnant en infrarouge moyen et lointain. Les capteurs refroidis à une température de cinq kelvins sans avoir recours à un liquide cryogénique permettent une sensibilité nettement supérieure à son prédécesseur Herschel. Pour les astronomes japonais, SPICA prend la suite du télescope infrarouge Akari.
- EnVision doit étudier la nature et l'état actuel de l'activité géologique de Vénus et ses interactions avec son atmosphère. L'objectif est de mieux comprendre les raisons des divergences entre l'évolution de la Terre et celle de Vénus. La mission doit être développée avec une participation importante de la NASA ;
- THESEUS est une mission d'astronomie des hautes énergies qui doit observer l'ensemble du ciel en effectuant un recensement systématique des sursauts gamma apparus durant le premier milliard d'années de l'Univers. L'objectif est de rassembler des informations sur le cycle de vie des premières étoiles. Le recensement des sursauts gamma détectés par THESEUS permettra un suivi par d'autres instruments au sol ou dans l'espace observant dans d'autres longueurs d'onde. THESEUS doit être également utilisé pour identifier les sources des ondes gravitationnelles observées par d'autres instruments.

Les scientifiques ayant porté la proposition EnVision en réponse à l'appel à propositions pour la mission M5 du programme Cosmic Vision de l'ESA sont Richard Ghail de Royal Holloway (université de Londres), Colin Wilson, du département de physique de l'université d'Oxford, et Thomas Widemann, du LESIA, Observatoire de Paris et université de Versailles-Saint-Quentin (France). Le 10 juin 2021 la mission EnVision est sélectionnée.

### EnVisionetVERITAS
L'instrument principal d'EnVision est un radar à synthèse d'ouverture, en fait le successeur de la mission américaine Magellan qui a été lancée en 1989. Ses caractéristiques sont également proches de VERITAS, mission de la NASA sélectionnée la veille et qui doit être lancée vers 2031. Mais alors que l'objectif principal de VERITAS est l'étude de la surface et de l'intérieur de Vénus, EnVision dispose d'instruments lui permettant d'étudier également l'atmosphère et le couplage entre les différents processus. Les deux missions vont couvrir à elles deux une décennie (2030-2034 pour VERITAS, 2035-2039 pour EnVision) et permettre de plus l'étude plus fine des variations de température de surface, l'activité éolienne, les glissements de terrain ou le volcanisme actif à toute latitude et longitude.
| Caractéristiques                      | EnVision | VERITAS                                                                           | Magellan                                             |
| ------------------------------------- | --- | --------------------------------------------------------------------------------- | ---------------------------------------------------- |
| Dates lancement                       | ~2031 | ~2031                                                                             | 1989                                                 |
| Durée mission                         | 4 ans (primaire) | 2 ans (primaire)                                                                  | 4 ans                                                |
| Instrument principal                  | Radar VenSAR | Radar VISAR                                                                       | Radar RDRS                                           |
| Résolution cartographie               | - 30 % surface : 30 mètres / pixel observés 2 à 3 fois (mission nominale) - 2 à 3 % surface : 10 mètres / pixel                                           | Ensemble de la surface : 30 mètres / pixel 20 % de la surface : 15 mètres / pixel | 99 % surface : plusieurs centaines de mètres / pixel |
| Résolution topographie                | Horizontale : 300 mètres Verticale : 20 à 50 mètres | Horizontale : 250 mètres Verticale : 5 mètres                                     |                                                      |
| Autres mesures via le radar principal | Mesure de la rugosité du terrain Mesure de la température                                                                                                 |                                                                                   | Mesure de l'altitude Mesure de la température        |
| Autres instruments                    | Radar analyse du sous-sol Spectromètre infrarouge (0,86-1,18 microns) Spectromètre infrarouge (1,165-1,39 microns) Spectromètre ultraviolet Radio-science | Caméra infrarouge Radio-science                                                   | Radio-science                                        |

## Objectifs scientifiques
EnVision doit apporter des informations cruciales sur l'histoire géologique à long terme de Vénus grâce à l'imagerie radar, les mesures de polarimétrie, de radiométrie et la spectroscopie de surface, associées à des sondages de subsurface et à une cartographie gravimétrique. La mission recherchera les signaux thermiques, morphologiques et gazeux de l'activité volcanique et d'autres signatures géologiques telles que l'activité tectonique, la présence de dunes, de glissements de terrain ; EnVision tracera enfin le devenir des principales espèces volatiles minoritaires à la surface, à l'altitude des nuages jusqu'à la mésosphère.
Les objectifs scientifiques principaux d'EnVision sont les suivants :
- caractériser la séquence d'événements qui ont abouti à la distribution actuelle des grands ensembles régionaux à la surface de Vénus, et caractériser le cadre géodynamique qui contrôle le flux thermique au cours de l'histoire de Vénus ;
- rechercher les processus géologiques en cours et déterminer si la planète est active à l'époque actuelle ;
- caractériser les unités géologiques régionales et locales, afin de mieux évaluer si Vénus avait autrefois de l'eau liquide à sa surface et abritait donc des conditions d'habitabilité proche des conditions terrestres au début de son histoire.

## Charge utile instrumentale
La charge utile comprend trois instruments et une expérience de radio-science.

### Radar à synthèse d'ouverture VENSAR
Le radar à synthèse d'ouverture VenSAR fonctionne à 3,2 GHz dans la bande S (longueur d'onde de 9,4 cm). VenSAR fournira plusieurs techniques d'imagerie et de télémétrie à partir d'une orbite polaire : (1) cartographie de surface régionale et ciblée, (2) topographie et altimétrie globale, (3) imagerie stéréo, (4) radiométrie et diffusiométrie de surface, (5) polarimétrie de surface, (6) la possibilités d'interférométrie à passages répétés. Le radar à synthèse d'ouverture en bande S du Jet Propulsion Laboratory fait actuellement[Quand ?] l'objet d'une évaluation scientifique, technique et programmatique par la NASA. Un SAR est une technologie de télédétection polyvalente qui possède des capacités uniques pour déterminer des informations géophysiques souvent non disponibles par d'autres méthodes de télédétection. VenSAR permettra de caractériser les preuves structurelles et géomorphiques des processus multi-échelles qui ont façonné l'histoire géologique de Vénus, ainsi que de caractériser l'activité volcanique, tectonique et sédimentaire actuelle. Le principal responsable pour l'étude du radar à synthèse d'ouverture de Vénus est Scott Hensley, du Jet Propulsion Laboratory (NASA/California Institute of Technology).

### Sondeur radar SRS
Le Sondeur radar de subsurface (SRS) consiste en une antenne dipôle fixe fonctionnant dans la gamme 9–30 MHz. Le SRS recherchera les limites des matériaux de subsurface dans divers terrains géologiques qui comprennent les cratères d'impact et leur remplissage, les cratères enterrés, les régions en bordure des ensembles crustaux qui pourraient être de nature granitique (tesserae), les plaines, les coulées de lave et leurs bords, et les zones de déformation tectonique afin de fournir des relations stratigraphiques à diverses gammes de profondeur et à différentes échelles horizontales. Le chercheur principal du sondeur radar de subsurface est Lorenzo Bruzzone, de l'université de Trente, en Italie.

### Suite de spectromètres VenSpec
La suite de spectroscopie pour Vénus (VenSpec) se compose de trois instruments distincts : VenSpec-M, VenSpec-H et VenSpec-U. VenSpec-M doit fournir des données sur la composition et les types de roches, grâce à la spectrométrie de la surface du côté nuit dans la région 0,86-1,18 μm ; VenSpec-H doit effectuer des mesures atmosphériques à très haute résolution dans les régions 1,165–1,180 μm, 2,34–2,48 μm, 1,72–1,75 μm, et 1,37–1,39 μm ; et VenSpec-U doit surveiller les espèces mineures soufrées (principalement le SO et le SO2) ainsi que le mystérieux absorbant d'ultraviolet dans les nuages supérieurs de Vénus, côté jour. Cette suite de mesures permettra de rechercher les variations temporelles des températures de surface et des concentrations troposphériques et mésosphériques de gaz indicatifs d'éruptions volcaniques. Le chercheur principal de la suite de spectroscopie de Vénus et de l'instrument VenSpec-M est Jörn Helbert, de l'Institut de recherche planétaire du DLR, à Berlin, en Allemagne. Le chercheur principal de VenSpec-H est Ann Carine Vandaele, Institut royal d'aéronomie spatiale de Belgique (BIRA/IASB), en Belgique. Le chercheur principal de VenSpec-U est Emmanuel Marcq, du LATMOS, IPSL, en France.

### Radio-science et mesure du champ de gravité
Tout vaisseau spatial en orbite est sensible au champ de gravité planétaire, au champ de gravité du Soleil et, dans une moindre mesure, celui des autres planètes. Ces perturbations gravitationnelles génèrent des perturbations infimes, mais mesurables, de la vitesse orbitale et de la position précise du vaisseau spatial, à partir desquelles le champ de gravité d'une planète peut être déterminé. L'orbite à faible excentricité, quasi-polaire et d'altitude relativement basse d'EnVision offre la possibilité d'obtenir le champ de gravité à haute résolution à chaque longitude et latitude du globe vénusien. L'analyse du champ de gravité couplée à celle de la topographie résultant des mesures VenSAR et SRS d'EnVision, donne des indications sur la structure lithosphérique et crustale, permettant de mieux comprendre l'évolution géologique de Vénus et le phénomène de déformation ou de compensation isostatiques. En l'absence de données sismiques, les mesures de la déformation par les marées et du mouvement propre de la planète permettent de sonder sa structure interne profonde (taille et état du noyau). La déformation de marée peut être mesurée dans les perturbations de la vitesse orbitale d'EnVision grâce aux variations du potentiel gravitationnel qu'elle génère nombre de Love (en) ou k2).
Le système de communication d'EnVision et un oscillateur ultra-stable (USO) embarqué seront utilisés par l'expérience Radio Science pour sonder l'atmosphère neutre et l'ionosphère de Vénus, lors des occultations qui se produisent pendant les liaisons de communication. Lorsque le vaisseau spatial commence à être occulté (ou après, lorsqu'il réapparaît de derrière la planète pendant la sortie), le signal porteur du vaisseau spatial sonde les couches de l'atmosphère de la planète, provoquant des changements dans la fréquence et l'amplitude des ondes porteuses (dans les bandes X et Ka-). La déviation du signal de la radio-liaison, dérivée du décalage de fréquence, permet de dériver des profils de l'atmosphère neutre (densité, température et pression) et son absorption permet également d'estimer la teneur atmosphérique en acide sulfurique et sa distribution en latitude, longitude et heure locale.
Les scientifiques chargés de l'expérience de radio-science et mesure du champ de gravité sont Caroline Dumoulin et Pascal Rosenblatt, du LPG, université de Nantes, en France.

## Caractéristiques techniques de la sonde spatiale
La sonde spatiale EnVision est stabilisée 3 axes. Elle a une masse au lancement d'environ 2,5 tonnes et une masse à vide (sans les ergols) de 1,35 tonne. Les dimensions du corps de la sonde sont de  2 × 2 × 3 mètres. Son énergie est fournie par deux panneaux solaires qui produisent 2,8 kW. Les données sont transmises vers la Terre en bande Ka par l'intermédiaire d'une antenne parabolique grand gain de 2,5 mètres de diamètre.

## Déroulement de la mission

Animation montrant le déroulement prévu du transit dEnVision entre la Terre et Vénus.
EnVision
Terre
Vénus
Soleil

Animation montrant le déroulement prévu de l'aérofreinage dEnVision autour de Vénus.
EnVision
Vénus

La première fenêtre de lancement est située en 2031, les suivantes étant en 2032 et 2033. La sonde spatiale est lancée par une fusée Ariane 6 depuis la base de lancement de Kourou. Après un transit de 15 mois, elle se place sur une orbite très elliptique autour de Vénus, qui lui permet d'économiser des ergols. Elle utilise par la suite la technique de l'aérofreinage pour réduire progressivement son altitude. Au bout de 16 mois environ, elle se trouve sur l'orbite retenue pour la collecte de données scientifiques ; elle circule désormais sur une orbite polaire (inclinaison orbitale comprise entre 87 et 89°) légèrement elliptique (220 × 540 km) qu'elle parcourt en 92 minutes. Elle entame alors la phase scientifique, dont la durée initiale est de quatre années terrestres (six jours vénusiens). Durant cette période, il est prévu qu'elle transmette 210 térabits de données.